# Jaroslav Šašel
Jaroslav Šašel, slovenski arheolog in filolog, epigrafik * 21. januar 1924, Šmarje pri Jelšah † 25. marec 1988, Ljubljana.

## Življenje
Na  Filozofski fakulteti v Ljubljani je leta 1950 diplomiral iz arheologije in stare zgodovine
ter doktoriral leta 1969. Na oddelku za arheologijo je bil v letih 1951–1961 zaposlen kot asistent v arheološkem seminarju, nato pa do smrti v Sekciji za arheologijo, Inštitutu za arheologijo SAZU oz. Inštitutu za arheologijo ZRC SAZU. Leta 1975 je bil izvoljen za znanstvenega svetnika. 
Študijsko se je izpopolnjeval na Univerzi v Gradcu in na École Française d’Athènes v Atenah. Dve študijski leti (1969–1970 in 1981–82) je bil gost na The Institute for Advanced Study v Princetonu v ZDA.
Bil je redni član Nemškega arheološkega inštituta, častni član Deputazione di storia patria per le Venezie v Benetkah, zunanji član Centra za epigrafiku i numizmatiku v Beogradu, dopisni član Avstrijskega arheološkega inštituta, častni član Society of Antiquaries, član Consiglio degli Studiosi del Centro Italiano per la Archeologia e la Storia Antica Giovanni Gozzadini v Bologni in od 1985 dopisni (izredni) član  SAZU.

## Delo
Osredotočal se je na epigrafiko, onomastiko, historično topografijo, komentiranje historičnih besedil in drugih literarnih virov, vojaško-politično zgodovino, gospodarstvo in socialne vidike, upravno zgodovino, historično etnografijo v antiki na severnojadranskem in vzhodnoalpskem območju ter v srednjem Podonavju in zahodnem ter srednjem Balkanu.
Prejel je dve Kidričevi nagradi, leta 1977 za sodelovanje pri končni redakciji leksikona Arheološka najdišča Slovenije in leta 1988 za tretji zvezek Inscriptiones Latinae. V letih 1972–1981 je urejal glasilo Arheološki vestnik. V letih 1955–1993 je izšlo 21 njegovih arheoloških člankov v Kroniki, časopisu za slovensko krajevno zgodovino.